# Sterylizacja (mikrobiologia)
Sterylizacja, wyjaławianie – jednostkowy proces technologiczny polegający na zniszczeniu wszystkich, zarówno wegetatywnych, jak i przetrwalnikowych oraz zarodnikowych form mikroorganizmów. Sterylizacji można dokonać mechanicznie, fizycznie, bądź chemicznie, najczęściej używa się metod fizycznych. Prawidłowo wysterylizowany materiał jest jałowy – nie zawiera żadnych żywych drobnoustrojów (także wirusów) oraz ich form przetrwalnikowych.

## Metody sterylizacji

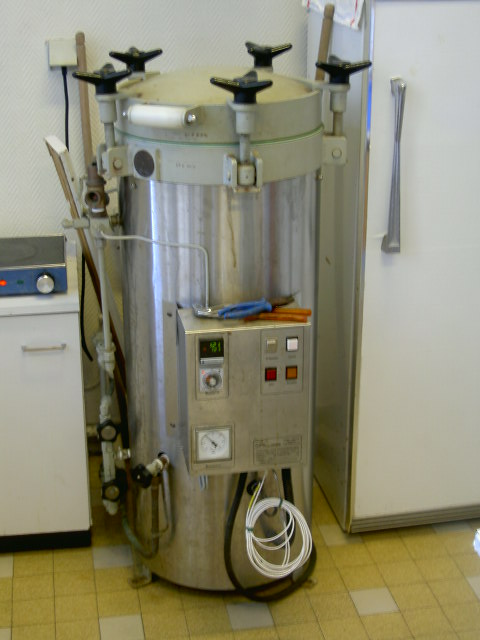
autoklawowy sterylizator laboratoryjny

Wyróżnia się następujące metody wyjaławiania:
- Sterylizacja termiczna
  - Wyżarzanie lub spalanie
  - Proces UHT
  - Sterylizacja suchym gorącym powietrzem
  - Sterylizacja nasyconą parą wodną pod ciśnieniem
- Sterylizacja przez sączenie
- Sterylizacja promieniowaniem
  - jonizującym
  - UV
  - mikrofalowym
- Sterylizacja gazami
  - tlenkiem etylenu
  - formaldehydem
  - ozonem
- Sterylizacja roztworami środków chemicznych
  - aldehydu glutarowego
  - kwasu nadoctowego
- Sterylizacja plazmowa
- Sterylizacja ultradźwiękami

### Wyżarzanie lub spalanie
Wyżarzanie przedmiotu poddawanego wyjaławianiu w płomieniu palnika powoduje spalenie komórek drobnoustrojów. Metoda ta jest stosowana tylko do drobnych przedmiotów metalowych – na przykład do sterylizacji ez stosowanych do posiewów mikrobiologicznych.
Spalanie stosuje się do zniszczenia skażonego materiału – na przykład odpadów szpitalnych.

### UHT
Ultra high temperature processing (UHT) – polega na błyskawicznym, 1-2 sekundowym podgrzaniu do temp. ponad 100 °C (135–150 °C dla mleka) i równie błyskawicznym ochłodzeniu do temperatury pokojowej. Cały proces trwa 4-5 sek. Zabija to florę bakteryjną nie zmieniając walorów smakowych produktu.
Proces stosowany był początkowo w mleczarstwie, obecnie stosuje się go w pełnej gamie produktów pakowanych aseptycznie.

### Sterylizacja suchym gorącym powietrzem
Suche gorące powietrze powoduje utlenianie, a co za tym idzie inaktywację i degradację składników komórkowych drobnoustrojów.
Wyjaławianie suchym gorącym powietrzem prowadzi się w sterylizatorach powietrznych, stanowiących zamknięte komory z termoregulacją, stosując temperatury 160–200 °C utrzymywane w czasie od kilkunastu minut do dwóch godzin. Warunki sterylizacji zależą w głównej mierze od wyjaławianego materiału i jego wytrzymałości termicznej. Materiał powinien być suchy, czysty i zabezpieczony przed ponownym skażeniem, na przykład za pomocą termoodpornej folii z tworzywa sztucznego.
Aby materiał został wyjałowiony, suche gorące powietrze musi przeniknąć do jego wnętrza – czas potrzebny na zajście tego procesu nazywany jest czasem przenikania. Gdy materiał osiągnie odpowiednią temperaturę, rozpoczyna się czas utrzymywania, będący właściwym procesem sterylizacji. Zwykle dla bezpieczeństwa oba czasy wydłuża się o połowę. Materiał powinien być ułożony w sterylizatorze tak, by nie utrudniać dostępu gorącego powietrza.

### Sterylizacja parą wodną pod ciśnieniem
Nasycona para wodna powoduje gwałtowną hydrolizę, denaturację i koagulację enzymów i struktur komórkowych. Wyjaławianie jest rezultatem zarówno wysokiej temperatury, jak i aktywności cząsteczek wody. Zwykle stosowane temperatury sięgają 108–134 °C, zaś czas wyjaławiania wynosi 15–30 minut. Aby osiągnąć taką temperaturę pary, podnosi się ciśnienie o wartość od jednej atmosfery w górę. Wzrost ciśnienia o jedną atmosferę powoduje podniesienie temperatury wrzenia wody o około 10 stopni.
Wyjaławianie parą wodną przeprowadza się w autoklawach (aparatach ciśnieniowych), wyposażonych w przyrządy do pomiaru temperatury i ciśnienia oraz odpowiednie elementy zabezpieczające (zawory).
Wyjaławianie hermetycznie zamkniętych pojemników z roztworami możliwe jest dzięki temu, że doprowadzona do autoklawu nasycona para wodna oddaje im swoje ciepło utajone, ogrzewając je do własnej temperatury. Roztwór w pojemniku paruje, wytwarzając „własną” parę, która jest faktycznym czynnikiem sterylizującym.
Proces sterylizacji parą wodną składa się z następujących etapów:
- Czas nagrzewania – ciepło przenika wówczas w głąb materiału. Czas ten jest różny dla różnych obiektów, dlatego np. różne rodzaje pojemników należy wyjaławiać oddzielnie.
- Czas wyrównania temperatury – para wodna oddaje swoje ciepło utajone materiałowi aż do chwili, gdy temperatury wyrównają się i wymiana ciepła ustąpi.
- Czas wyjaławiania – właściwa sterylizacja, podczas której należy utrzymywać zadaną temperaturę przez stosowny okres. Zwykle dla bezpieczeństwa wydłuża się go o połowę.
- Czas schładzania autoklawu – czas od chwili przerwania ogrzewania do momentu, gdy manometr wskaże, że ciśnienie wewnątrz autoklawu jest równe atmosferycznemu.

Wyjaławianie parą wodną nie może być, rzecz jasna, stosowane do płynów niebędących układami wodnymi oraz do pustych pojemników, gdyż nie ma w nich z czego powstawać para. Uzyskane wówczas warunki sprowadzają się do podwyższenia temperatury (jak w przypadku sterylizacji suchym gorącym powietrzem). Jest ona jednak zbyt niska, by proces osiągnął wymaganą skuteczność.
W hermetycznie zamkniętych pojemnikach wytwarza się nadciśnienie, którego wielkość zależy od stopnia wypełnienia – jeśli roztwór zajmuje ponad 90% pojemności, ciśnienie może rozerwać pojemnik. Dlatego też zaleca się, by pojemnik nie był wypełniony w więcej niż 85 procentach.
Drugim istotnym zjawiskiem jest to, że płyn w pojemniku stygnie wolniej, niż komora autoklawu. Powstaje więc nadciśnienie, które grozi eksplozją pojemnika. Aby się przed nią ustrzec, nie należy wyjmować zawartości autoklawu tuż po jego otwarciu. Można też zastosować chłodzenie cieczą, aby temperatury wyrównywały się szybciej.
Nasyconą parą wodną można wyjaławiać zarówno roztwory wodne, jak i odzież ochronną, opatrunki, narzędzia. Materiały należy zabezpieczyć przed powtórnym skażeniem.

### Sączenie
Istotą wyjaławiania przez sączenie jest fizyczne usuwanie drobnoustrojów z roztworu lub gazu przez zatrzymanie ich na jałowym sączku membranowym (wykonanym z estrów nitrocelulozy) o średnicy porów mniejszej niż 0,2 μm. Sączki te to cienkie błony o grubości około 70–140 μm, mające kształt krążków lub arkuszy. Sączki o średnicy porów 0,22 mikrometra usuwają z roztworu grzyby, pierwotniaki, bakterie, ich przetrwalniki oraz wirusy. Natomiast sączki o średnicy porów 0,45 mikrometra zatrzymują tylko zanieczyszczenia mechaniczne i część bakterii.
Korzyści wynikające z tej metody są znaczące – nie zmienia się pH roztworu, nie rozpadają się jego składniki wrażliwe na temperaturę (termolabilne, na przykład witaminy), substancje nie ulegają adsorpcji na materiale sączka.
Zestawy do sączenia należy wyjałowić za pomocą pary wodnej lub suchego gorącego powietrza. Koniecznie jałowy musi być też pojemnik, do którego zbierany jest roztwór, a dozowanie do opakowań jednostkowych musi odbywać się w warunkach aseptycznych.
Ten typ wyjaławiania, z racji zagrożenia wtórnym skażeniem podczas dozowania, stosuje się do wyjaławiania większej ilości płynów lub gazów tylko wówczas, gdy roztworu nie można wyjałowić termicznie – na przykład gdy jest to roztwór zawierający witaminy lub preparat biologiczny (enzymy, roztwory toksyn, surowica). Metoda ta jest natomiast popularna w jałowej recepturze aptecznej, w której wykonywany lek, w warunkach aseptycznych, przesącza się bezpośrednio do ostatecznego opakowania jednostkowego.
Metodą sączenia wyjaławia się również powietrze – rolę filtra pełnią arkusze z włókien szklanych (filtry HEPA).

### Sterylizacja promieniowaniem

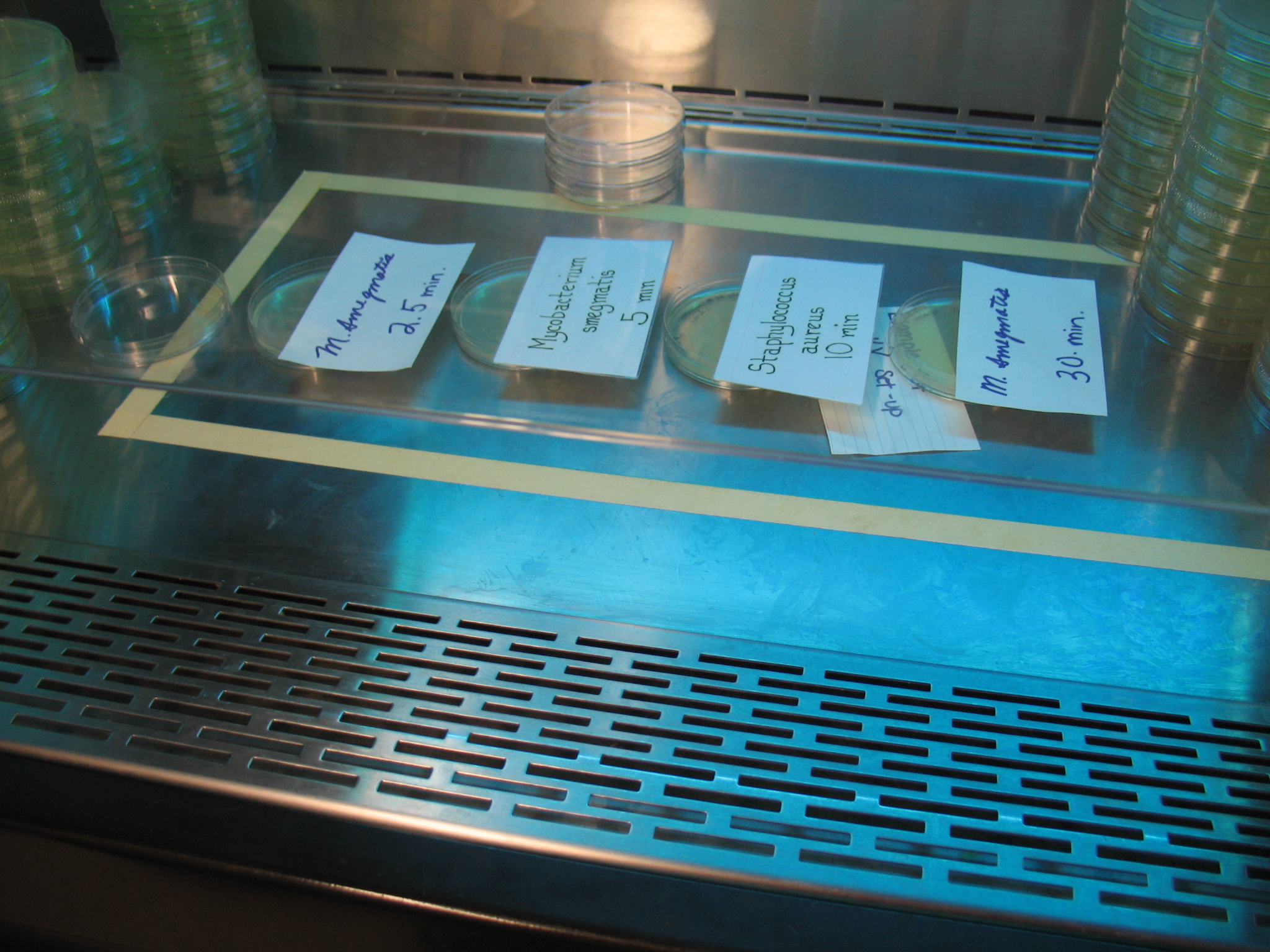
Ultrafiolet jest efektywną metodą sterylizacji powierzchni nieosłoniętych przez szkło lub papier.

#### Promieniowanie UV
Wyjaławianie polega na naświetlaniu materiału promieniowaniem ultrafioletowym. Promieniowanie to zmienia strukturę kwasów nukleinowych, dlatego najsilniej działa na formy wegetatywne drobnoustrojów. Używa się fal o długości 210–328 nm (najbardziej aktywne jest promieniowanie o długości fali 254 nm), emitowanych np. przez lampy rtęciowe (niskociśnieniowa rura z kwarcu, wypełniona parami rtęci).
Promieniowanie ultrafioletowe jest szkodliwe dla ludzi – może powodować między innymi stany zapalne skóry i zapalenie spojówek.
Promieniowanie ultrafioletowe nie przenika w głąb płynów i ciał stałych, jest absorbowane przez szkło i tworzywa sztuczne. Dlatego też wyjaławia się w ten sposób na ogół tylko powietrze lub powierzchnię przedmiotów.
Jest to metoda pomocnicza.

#### Promieniowanie jonizujące
Sterylizacja promieniowaniem jonizującym przebiega zarówno w sposób bezpośredni, jak i pośredni, przez produkty radiolizy wody. Źródłem tego promieniowania mogą być na przykład izotopy emitujące promieniowanie gamma – zwykle używa się izotopu kobaltu 60Co. Sterylizacja radiacyjna (radapertyzacja) może też być prowadzona z wykorzystaniem wiązki elektronów lub promieniowania X (wytwarzanego w procesie konwersji e/X), uzyskiwanych w elektrycznym źródle promieniowania jakim jest akcelerator elektronów.
Zwykle stosowaną dawką minimalną jest 25 kGy, dawniej stosowaną jednostką był (2,5 Mrad).
Metodę tę stosuje się do wyjaławiania materiałów termolabilnych – wyrobów medycznych jednorazowego użytku, produktów leczniczych, kosmetyków oraz materiałów transplantacyjnych.

### Wyjaławianie gazami
Stosuje się je w przemysłowej sterylizacji sprzętu jednorazowego i wszelkiego typu materiałów medycznych, szczególnie wykonanych z tworzyw sztucznych i wrażliwych na wysokie temperatury. Sterylizacja tą metodą wymaga wyposażenia w specjalne pomieszczenia, gdyż gazy używane do wyjaławiania są niebezpieczne dla ludzi. Stosowane gazy są agresywnymi reagentami i zachodzi ryzyko zajścia niekorzystnych zmian chemicznych w materiale poddawanym wyjaławianiu oraz sorpcji gazów na jego powierzchni.

#### Tlenek etylenu
Jest to czynnik o działaniu alkilującym, bakterio- i wirusobójczy. W wyższych stężeniach niszczy też przetrwalniki.
Tlenek etylenu może powodować u ludzi podrażnienie błon śluzowych, nudności i wymioty. Jest też łatwopalny, a z powietrzem tworzy mieszaninę wybuchową – ryzyko wybuchu zmniejsza się, mieszając 10% lub 20% tlenku etylenu z dwutlenkiem węgla lub azotem.
Do sterylizacji używany jest czysty tlenek etylenu lub jego mieszanina z dwutlenkiem węgla (w proporcji 1:9). Sterylizację prowadzi się w komorze gazoszczelnej w temperaturze 30–65 °C, przy wilgotności względnej 40–60%. Stężenie gazu nie powinno przekraczać 1200 mg/l. Skuteczność procesu bardzo zależy od tych warunków.
Zaletą tlenku etylenu jest jego przenikliwość – gaz ten przedostaje się przez tworzywa sztuczne, którymi owija się wyjaławiane przedmioty, dzięki czemu po wyjęciu są one od razu zabezpieczone przed wtórnym zakażeniem. Jednocześnie, ze względu na możliwość sorpcji gazu przez wyjaławiany materiał, konieczne jest zachowanie tzw. okresu desorpcji, czyli czas w którym gaz jest usuwany z powierzchni wysterylizowanych przedmiotów. Czas spontanicznej desorpcji wynosi od 7 do 30 dni, można go znacznie skrócić wymuszając obieg jałowego powietrza w pomieszczeniach do sterylizacji.
Tlenkiem etylenu wyjaławia się materiały i sprzęt medyczny z tworzyw sztucznych, które mogłyby odkształcać się pod wpływem temperatury, np. cewniki.

#### Formaldehyd
Formaldehyd jest czynnikiem alkilującym, aktywnym względem form wegetatywnych i przetrwalników. Ma jednak ograniczone zastosowanie ze względu na toksyczność. Do wyjaławiania używa się sterylizatorów.

### Sterylizacja roztworami środków chemicznych
Metoda stosowana tylko w szczególnych przypadkach, gdy wyjaławianie innymi metodami jest niemożliwe. Wyjaławianie prowadzi się w temperaturze pokojowej w zbiornikach pełnych roztworu środka chemicznego. Po zakończeniu sterylizacji materiały opłukuje się jałową wodą, suszy na jałowej serwecie i zabezpiecza przed wtórnym skażeniem.

#### Aldehyd glutarowy
Aldehyd glutarowy jest aktywny w stosunku do form wegetatywnych bakterii, wirusów, przetrwalników, i grzybów. Nie powoduje korozji metali i nie uszkadza wyrobów gumowych.
Do wyjaławiania stosowany jest przeważnie roztwór 2% o pH 7,5-8,5 (o największej aktywności w stosunku do przetrwalników), do którego dodaje się 0,3% wodorowęglanu sodu. Materiał zanurza się w nim na trzy godziny.
Aldehyd glutarowy może powodować podrażnienie skóry, oczu i błon śluzowych. Stosowany do dezynfekcji wysokiego stopnia narzędzi chirurgicznych i endoskopów o szerokim spektrum działania.

#### Kwas nadoctowy
Kwas nadoctowy jest silnie utleniający, toksyczny i reaktywny. Wykazuje aktywność w stosunku do form wegetatywnych i przetrwalników. W roztworach wodnych łatwo rozkłada się do tlenu i kwasu octowego.
Do wyjaławiania stosuje się roztwory 0,1–0,5%.